# Francesco Denza
Francesco Denza, född 7 juni 1834 i Neapel, död 14 december 1894 i Rom, var en italiensk meteorolog och astronom.
Denza inträdde i mycket unga år i franciskanerorden, men övergick senare till barnabiternas, vars Collegio Carlo Alberto i Moncalieri, Turin, han gjorde berömt genom det meteorologiska observatoriet som han inrättade där. Här blev han intresserad av meteorologi och upprättade 240 meteorologiska stationer över hela Italien. Resultaten av dessa stationers observationer samlade han i "Bulletino meteorologico", som började utkomma 1866 och från 1881 utgavs under titeln "Bulletino mensuale", medan "Bulletino decadico" från 1871 meddelade observationer från de italienska temperatur- och regnmätningsstationerna. 
År 1891 kallades Denza till Rom som direktör för det av påve Leo XIII återskapade Specola Vaticana (som grundats av Gregorius XIII, men under lång tid stått tomt), och som fick lokaler i Torre Gregoriana och Torre Leonina i Vatikanen. Förutom att vara ett modernt utrustat astrofysiskt observatorium blev detta komplett utrustat med meteorologiska och magnetiska instrument.
I "Publicazioni della Specola Vaticana, I-IV" (1891-94), publicerade Denza observatoriets astronomiska arbeten, främst inriktade på fotografering av stjärnhimlen och solfläckar, de meteorologiska och magnetiska observationerna, iakttagelser av meteorer och norrsken samt historiska meddelanden om observatoriet. Hans publikationer är talrika, och han behandlade såväl meteorologiska som magnetiska och astronomiska ämnen. År 1870 blev han hedersledamot av Royal Meteorological Society i London och 1885 av Deutsche meteorologische Gesellschaft.